# Céramique de Takatori

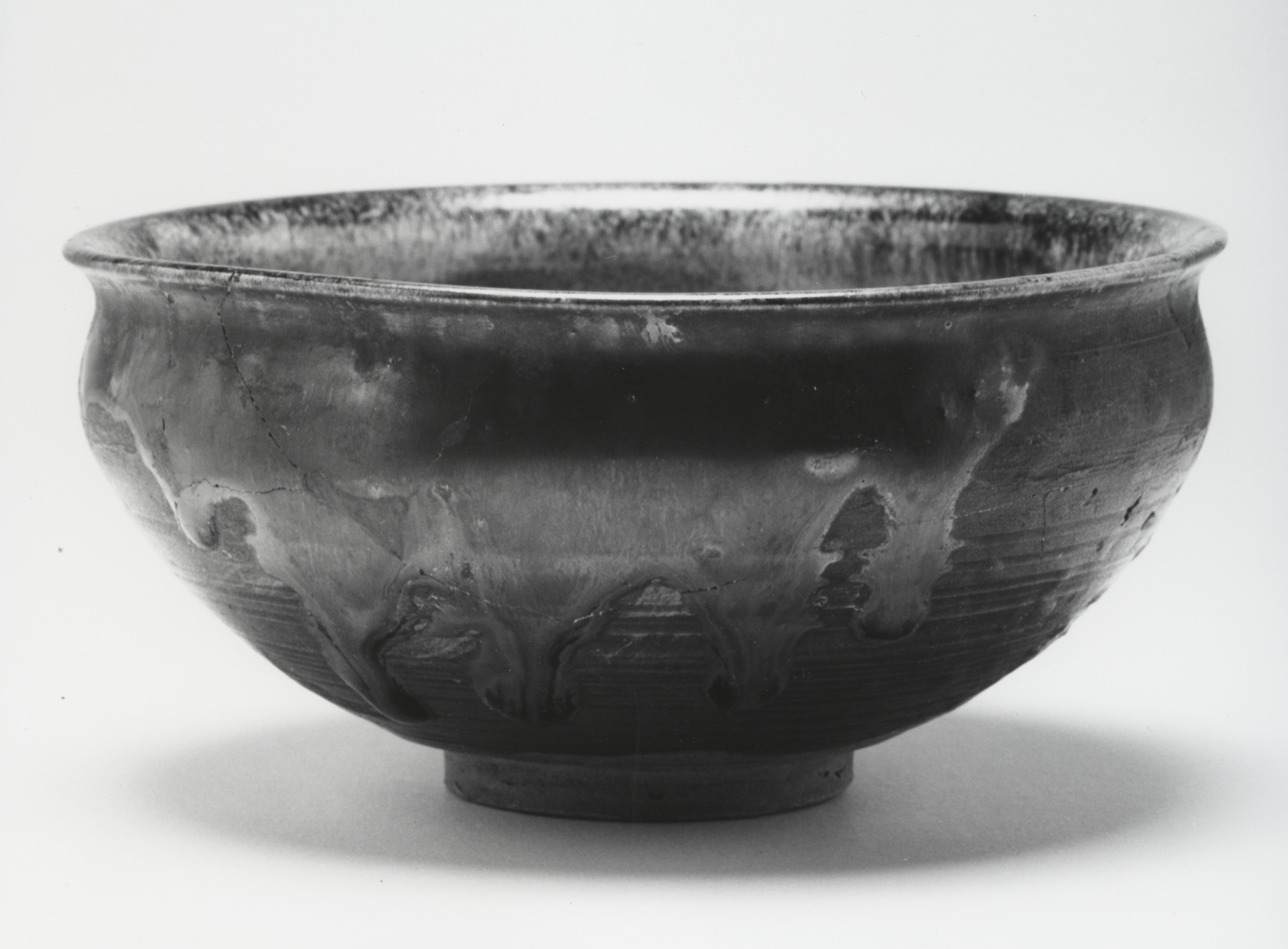
Coupe Takatori présentée à l'exposition universelle de 1878, à présent exposée au Walters Art Museum de baltimore.

La céramique de Takatori (高取焼, Takatori-yaki) est un type de grès produit dans la préfecture de Fukuoka au Japon.

## Histoire
Le style de céramique japonaise connu sous le nom de Takatori-yaki, ou céramique de Takatori, a été créé par les potiers coréens amenés au Japon à la fin du XVIe siècle. De ses débuts jusqu'en 1871, la production est contrôlée et patronnée par les Kuroda, seigneurs de la province de Chikuzen (de nos jours préfecture de Fukuoka). Le plus ancien four connu a été construit à la base du mont Takatori dans la province de Chikuzen entre 1600 et 1606. Au cours du XVIIe siècle, le site de production de céramique de Takatori est déplacé cinq fois. En 1716, l'atelier et le four sont déplacés vers la zone Nishijin à l'ouest du château de Kuroda à Fukuoka où la production se maintient jusqu'à l'abolition du système han en 1871. Plus tard, probablement au XIXe siècle, Takatori est connu comme l'un des sept fameux fours d'Enshū qui fabriquent des céramiques selon les préférences du maître de cérémonie du thé japonaise, Kobori Enshū.

## Source de la traduction
- (en) Cet article est partiellement ou en totalité issu de l’article de Wikipédia en anglais intitulé « Takatori ware » (voir la liste des auteurs).